# Быново (Чаусский район)
Бы́ново (бел. Бынава) — деревня в составе Осиновского сельсовета Чаусского района Могилёвской области Республики Беларусь.

## История
Упоминается в 1642 году как деревня в Оршанском повете ВКЛ. Упоминается в 1669 году в составе Оршанского повета ВКЛ.

## Население
- 2009 год — 25 человек

## Достопримечательность
- Военное кладбище —  Историко-культурная ценность Республики Беларусь, шифр 513Д000545.